# Ars Notoria
Ars Notoria je srednjovjekovni grimorij koji pripada tzv. Salomonovom ciklusu. Najstariji poznati rukopis potječe iz 13. stoljeća, a moguće je i da je starijeg postanka, jer je zasnovan na starijim izvorima. Postoji mogućnost da je jedan drugi magijski priručnik, Liber Juratus, utemeljen na ovom rukopisu. Ars Notoria se često navodi kao jedna od knjiga Lemegetona, iako je u prošlosti tvorila zasebnu magijsku knjigu.